# CPLEX
CPLEX est un outil informatique d'optimisation commercialisé par IBM depuis son acquisition de l'entreprise française ILOG en 2009. Son nom fait référence au langage C et à l'algorithme du simplexe. Il est composé d'un exécutable (CPLEX interactif) et d'une bibliothèque de fonctions pouvant s'interfacer avec différents langages de programmation : C,  C++, C#, Java et Python.